# Luhy (Potůčky)
Luhy (deutsch Jungenhengst) ist eine Ortslage von Breitenbach (Potůčky)  im Okres Karlovy Vary der Tschechischen Republik.

## Geografie
Luhy liegt im Erzgebirge am Oberlauf des Schwarzwassers (Černá) in einer Höhe von ca. 850 m ü. NHN zwischen Brettmühl (Pila) im Westen und Zwittermühl (Háje) im Osten.

## Geschichte

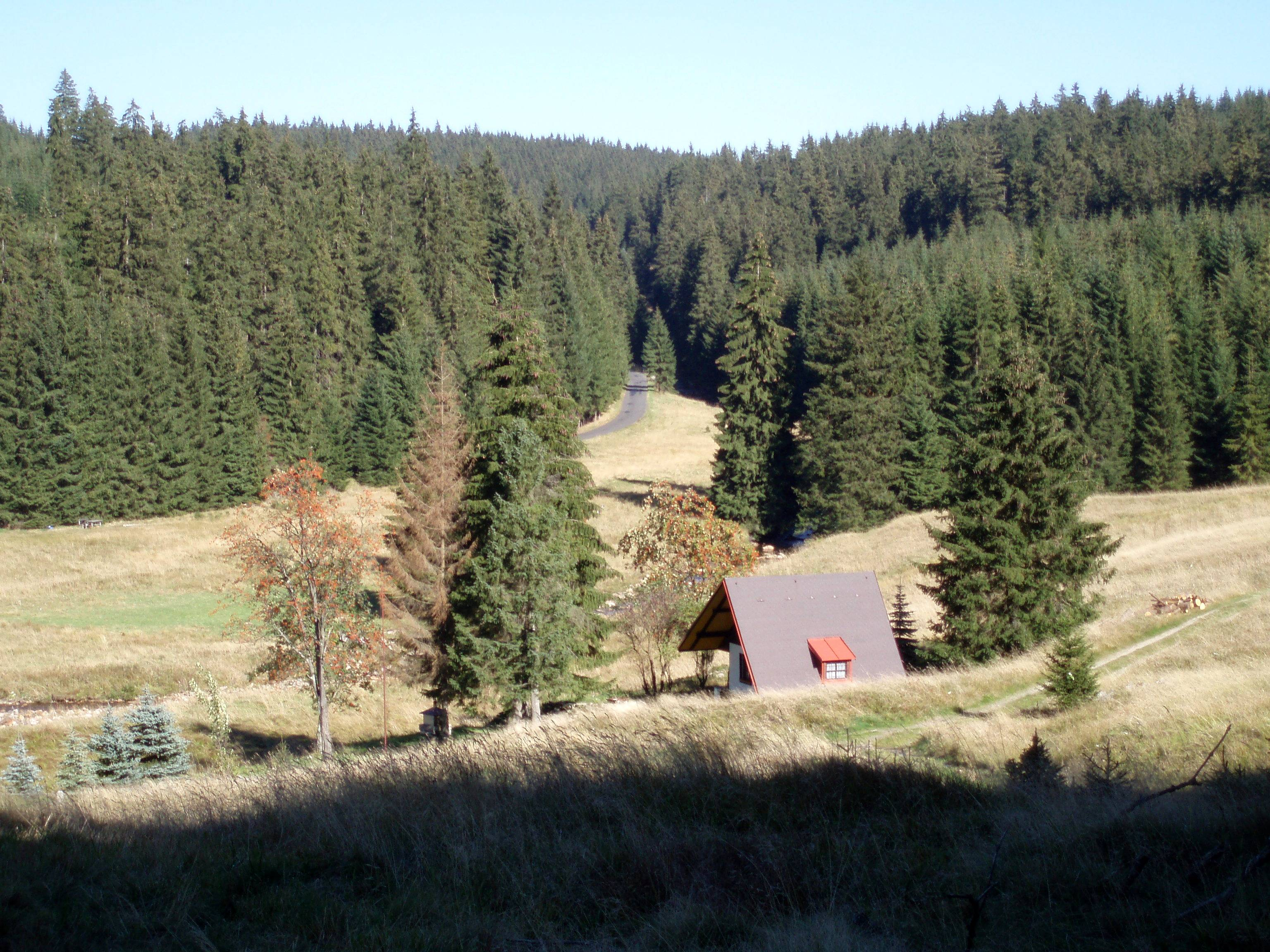
Herbststimmung in Luhy

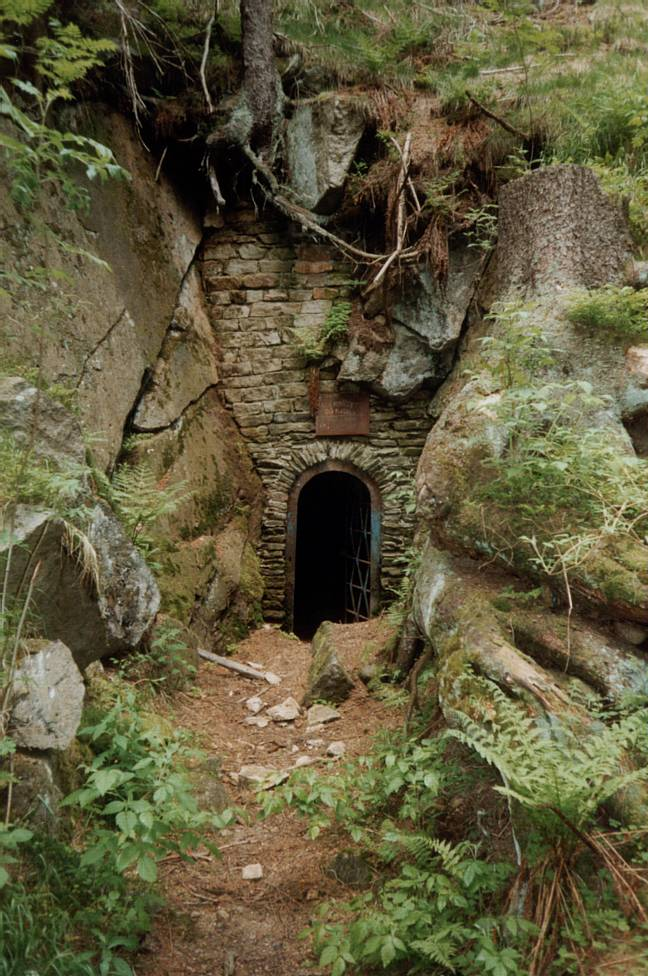
Mundloch des Tiefen Streitpingenstollns bei Luhy

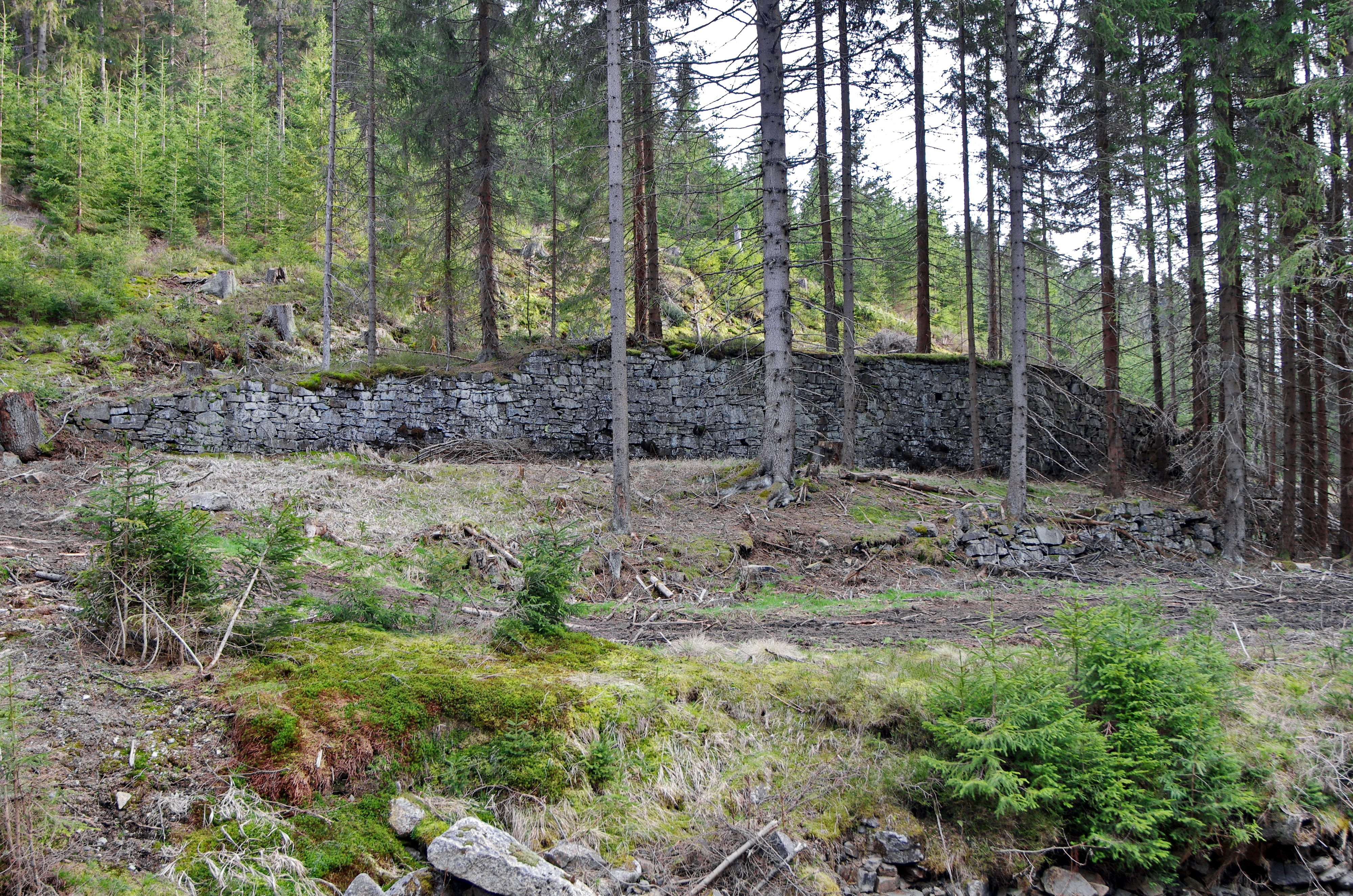
Reste der Erzaufbereitung im Wald bei Luhy (Jungenhengst) heute

Die Siedlung ist in Zusammenhang mit dem Zinnbergbau um die Bergstadt Platten (Horní Blatná) um 1550 entstanden. Der Name Hengst hat nichts mit dem männlichen Pferd zu tun, sondern ist eine Landschaftsbezeichnung, die wohl die ersten Bewohner aus Franken mit in das Erzgebirge gebracht haben. Als Hengst oder Hengstberg wurde ursprünglich der Erzgebirgskamm zwischen dem Plattenberg und dem Spitzberg bei Gottesgab (Boží Dar) bezeichnet. Hier wurde im 16. Jahrhundert reger Bergbau betrieben. Im Unterschied zum ab 1545 betriebenen Revier (Alter) Hengst (später Hengstererben (Hřebečná)) wurde die an der Mündung des Totenbaches in das Schwarzwasser etwas später entstandene Siedlung Jungenhengst genannt. Gleichzeitig gab es die bergmännischen Siedlungen Großer und Kleiner Hengst zwischen Abertham und Gottesgab. Diese gehörten wie Jungenhengst zu jenem Teil der sächsischen Herrschaft Schwarzenberg, die nach dem Schmalkaldischen Krieg an das Königreich Böhmen abgetreten wurde. Die protestantisch gebliebenen Einwohner musste nach dem Dreißigjährigen Krieg den katholischen Glauben annehmen oder das Land verlassen. Mehrere Bewohner gingen über die Grenze in das benachbarte Kurfürstentum Sachsen und gehörten zu den Gründern von Johanngeorgenstadt. Im 18. Jahrhundert bestand in Jungenhengst die Seelingische Blaufarbmühle.
600 m oberhalb der Ortsmitte befindet sich auf der linken Seite des Schwarzwassers die Ruine der Erzaufbereitung der Segen Gottes Zeche am Mundloch des Gottholdstollns. Verarbeitet wurden hier die Erze aus Zwittermühl und auch Eisenerze aus Brettmühl. Die Aufbereitung war bis etwa 1925 in Betrieb.
Jungenhengst war zur Pfarrkirche St. Laurentius in Platten gepfarrt, wo auch der Friedhof lag. Bis zur Aufhebung der Patrimonialgerichtsbarkeit 1848/49 gehörte der Ort im k. k. Montanwalddominium St. Joachimsthal, das vom k. k. Bergoberamt St. Joachimsthal verwaltet wurde. 1847 zählte der Ort 19 Häuser, 135 Einwohner und eine Blaufarbenfabrik. Im Zuge der böhmischen Verwaltungsreform von 1849 entstand durch die Zusammenlegung mehrerer Ortsteile die „Gemeinde Breitenbach“, die zur Bezirkshauptmannschaft St. Joachimsthal und zum Gerichtsbezirk Platten gehörte. Beliebt war insbesondere Geiers Gasthaus, das direkt an der vorbeiführenden Straße stand. Die meisten Wohnhäuser der kleinen Gemeinde wurden nach der Vertreibung der Deutschen aus der Tschechoslowakei nach dem Zweiten Weltkrieg abgerissen. Erhalten blieb u. a. das Forsthaus, welches inzwischen auch zur Ruine verfiel.

## Entwicklung der Einwohnerzahl
| Jahr | Einwohnerzahl |
| ---- | ------------- |
| 1869 | 143           |
| 1880 | 159           |
| 1890 | 213           |
| 1900 | 154           |
| 1910 | 175           |

| Jahr | Einwohnerzahl |
| ---- | ------------- |
| 1921 | 151           |
| 1930 | 180           |
| 1950 | 26            |
| 1961 | 0             |
| 1970 | 0             |

| Jahr | Einwohnerzahl |
| ---- | ------------- |
| 1980 | 0             |
| 1991 | 0             |
| 2001 | 0             |
| 2011 | 0             |

## Persönlichkeiten
- Hugo Bangert (1890–1972), deutscher Unternehmer und Bürgermeister von Wetzlar